# Кудринское месторождение бентонитовой глины
Кудринское месторождение — месторождение бентонитовых глин, расположенное в Бахчисарайском районе Республики Крым. Месторождение обнаружено и изучено Ладаном А. Н., Лебединским В. И. и Кириченко Л. П. в 1972—1976 годах.
Месторождение расположено у южного подножия горы Тепе-Кермен, в долине реки Кача, межу сёлами Кудрино и Машино. В строении месторождения принимают участие карбонатные отложения верхнего мела, залегающих наклонно. Наиболее древние слои пород обнажаются в юго-восточной части месторождения и представлены брекчиевыми известняками, переслаивающиеся с известковыми мергелями (нерасчлененные отложения верхнетуронского и коньякского ярусов,) мощностью 30-35 г. На них с размывом присутствуют отложения сантонского яруса. Они представлены белыми и светло-серыми мергелями с прослоями зеленовато-серых глинистых мергелей с конкрециями. Мощность отложений 28-37 г. На них залегают отложения кампанского яруса. К нижней части этого яруса, состоящего из белых мелоподобных известняков и мергелей, принадлежит основной слой бентонита мощностью от 0,15 до 0,7 г.
Кудринский бентонит состоит на 95-97 % из монтморилонита. Глина тонкодисперсная, содержимое тонкопелитових долек — от 53,95 до 71,6 %, крупнопелитовых — от 56,6 до 27,7 %, алевритовых — 0,2 %, а песчанистый материал практически отсутствует. По составу и содержанию поглощенных катионов бентонит Кудринского месторождения делится на щелочноземельную разновидность (Mg2++Ca2+>Na++K+), связанную с выходом пласта на поверхность, и лужную разновидность (Na++K+>Mg2++Ca2+), выявленную лишь на глубине более 12 м. Установлена также промежуточная щелочноземельная разновидность с повышенным содержанием Na+. Дифрактометрический анализ глинистой фракции бентонита свидетельствует о наличии трех разновидностей монтмориллонита: щелочной и щелочноземельный с повышенным содержанием Na+. Они четко различаются по величине рефлекса. Термический анализ также подтверждает доминирование монтморилонитового состава глины. Высокие адсорбционные и ионообменные свойства бентонитов обусловлены специфическим строением кристаллической решетки минерала, размерами удельной поверхности, размерами и характером пор, происхождением и химической неоднородностью.

### Технико-экономические показатели
- Геологические запасы месторождения составляют 596 тысяч тонн.
- Средняя мощность полезного ископаемого: 0,41 г.
- Средняя мощность вскрышных работ: 23 г.
- Общий годовой объем добычи бентонитовой глины в карьере в 2003 г.: 5000-10000 т